# Schuster Alfréd
Schuster Alfréd Károly (Paszmos, 1870. augusztus 21. – Keszthely, 1919. június 27.) állami főreáliskolai tanár.

## Élete
Kolozs megyében született, ahol apja, Schuster Sámuel evangélikus lelkész volt, anyja Konvet Lujza. Algimnáziumi és gimnáziumi tanulmányait Szászrégenben, majd Brassóban és Szebenben végezte. Az egyetemi éveit Jénában, Budapesten, Berlinben és Tübingenben töltötte. 1892-ben hazakerülve, gróf Bethlen Árpád bonyhádi (Kis-Küküllőm.) nagybirtokosnál vállalt házitanítói állást. Másfél év múlva, 1894. január 1-ével Sopronba került az ottani Lähne-féle nyilvános gimnáziumba. 1894-ben nyert tanári oklevelet németből és latinból. 1895. január 27-ével megválasztották a rozsnyói evangélikus főgimnázium német nyelv tanárának. 1896-97-ben mint egyéves önkéntes szolgált. 1904-től dolgozott az Óbudai Árpád Gimnáziumban, ahol tankönyvírói munkássága is kiteljesedett. 1919-ben hunyt el tüdőgyulladásban. Felesége Mauer Emma volt.
Rendszeresen közölt cikkeket a rozsnyói ág. ev. főgymnasium Értesítőjében.

## Munkái
- Német nyelvtan. Középiskolák I. rész, (A gymnasiumok III. és IV., a reáliskolák I. és II. osztálya) és polgári iskolák számára. Budapest, 1903. (Ism. Polg. isk. Közlöny és Hivat. Közlöny 1904. 1., 27. sz.)
- Német nyelvtan, direkt módszer alapján I-III. rész, a középfokú német oktatás számára. Uo. 1904. (Ism. Hivat. Közlöny 18. sz.) I. rész. Középiskolák (a gymnasiumok III. és IV., a reáliskolák I. és II. osztálya) számára és függelék. Uo. 1905. II. és III. rész. Uo. 1905. (Ism. Hivatalos Közlöny 6. sz.)
- Az egységes német új helyesírás alapelvei. Helyesírási szójegyzékkel. Iskolai és magánhasználatra. Uo. 1904.
- Német tankönyv tanítóképzőintézetek számára. I-III. rész. Képek a német irodalomtörténetből, szemelvényekkel a VII. és VIII. oszt. számára. Uo. 1906.
- Elemi latin nyelvtan induktiv alapon. I. és II. rész. Uo....